# Andrés Almonaster y Rojas
Andrés Antonio Almonaster y Rojas (Mairena del Alcor, España, 19 de junio de 1728-Nueva Orleans, Luisiana española, 25 de abril de 1798), fue un funcionario colonial español, filántropo y benefactor de la ciudad de Nueva Orleans. También es referido como Andrés Almonester y Roxas. 

## Orígenes
Nació en 1728 en la localidad sevillana de Mairena del Alcor, en una familia de hidalgos perteneciente a la oligarquía municipal. Su padre era escribano de cabildo y de los reales servicios de millones en Mairena, aunque también ejerció su oficio en otros municipios del entorno como Carmona y Utrera. A los veinte años contrajo matrimonio con María Martínez, a pesar de la oposición de ambas familias, y por este motivo se realizó la boda en secreto en la parroquia de Mairena del Alcor. El primer hijo de la pareja murió al nacer y poco después falleció María. 
Desde joven ya orientó sus pasos hacia el funcionariado municipal, al igual que su padre, por eso después de enviudar, Almonaster se trasladó a Madrid para completar su formación de escribano, entrando a formar parte en 1765 del cuerpo de secretarios del reino. Poco después decide promocionar en la administración trasladándose a las colonias. En 1769 es enviado, acompañando a los generales Alejandro O'Reilly y a Luis de Unzaga y Amézaga a la capital de la antigua colonia francesa de Luisiana, que había pasado a poder español algunos años antes en cumplimiento del Tratado de París.

## Establecimiento en La Luisiana
Una vez en Nueva Orleans, Andrés Almonaster obtiene el cargo de notario bajo las órdenes del gobernador Luis de Unzaga y Amézaga. Tras el incendio de abril de 1771, entonces Almonaster con los cargos de secretario, contador y registrador del gobernador Unzaga, tendrían ambos que replanificar urbanísticamente parte de esta ciudad y construyendo los edificios principales de la que será la capital de la Luisiana. Allí fijó su residencia en la antigua plaza de Armas de la ciudad, hoy Jackson Square. Después de adquirir unos viejos barracones franceses que allí existían, promovió la construcción de dos filas de edificios de dos plantas, dedicando la parte baja a pequeños comercios que él alquilaba y la parte alta a viviendas, entre ellas la suya propia. 
En Nueva Orleans volvió a casarse en 1787. Su segunda esposa, Marie Louise de la Ronde (25-7-1758, 1829), era hija de un noble francés asentado en La Luisiana desde hacía años, Pierre Denis de la Ronde (1727-1772). Con ella tuvo dos hijas, Micaela (1795-1874) y Andrea (1797-1802). Micaela, heredera universal de los bienes de Almonaster, sería más conocida como la baronesa de Pontalba, título nobiliario de su marido.

## Actividad política y de mecenazgo
Además de ejercer como notario público, Andrés Almonaster logró muchos cargos en la incipiente administración municipal española de Nueva Orleans: fue alférez real, regidor, alcalde, juez de apelación, comisionado de la policía, legislador, etc. Gracias a un expediente que se le instruyó una vez muerto, se sabe que fue un hombre interesado culturalmente en temas históricos, literarios, en los fenómenos de la naturaleza y el interés por los idiomas (francés, inglés, latín...). Pero por lo que realmente ha pasado a la historia fue por su gran labor como benefactor de Nueva Orleáns. Aplicó gran parte de su fortuna personal en la construcción y dotación de nuevos edificios públicos, tanto religiosos como civiles. Entre ellos están: 
- La construcción del nuevo hospital de la Caridad, después de haber sido destruido el anterior por un huracán en 1789. A este centro levantado justo a la salida de la ciudad lo abasteció de todos los utensilios médicos necesarios, costeando además los ornamentos para su capilla.
- La cesión del solar y de los edificios necesarios para el establecimiento de una residencia de leprosos en un lugar alejado de la ciudad, el conocido como hospital de San Lázaro.
- Las obras de mejora en el convento de las ursulinas; En 1785 edificó una nueva capilla, con su coro y sacristía, así como tres salas dedicadas a escuela para niñas.
- La reconstrucción de la parroquia de San Luis, la principal iglesia de Nueva Orleans, que había sido destruida por un devastador incendio en 1788. Las obras del nuevo templo transcurrieron en muy pocos años. Fue inaugurado en la Navidad de 1794, después de que el papa Pío VI le hubiera dado la categoría de catedral el 25 de abril de 1793, habiendo nacido así la diócesis de la Luisiana y las Dos Floridas. Almonaster además enriqueció la catedral con esculturas, vidrieras y pinturas.
- A la izquierda de la catedral construyó el conocido como Presbiterio, una casa rectoral con dependencias suficientes para todas las necesidades de la administración del templo. Hoy en día es parte del Museo Estatal de Luisiana.
- A la derecha de la catedral de San Luis levantó el nuevo ayuntamiento de la ciudad, edificio todavía conocido como el Cabildo, manteniendo el estilo del Presbiterio. Esta obra finalizó cuando su bienhechor ya había fallecido. Actualmente, el Cabildo es sede de la Sociedad Histórica de Nueva Orleans.

Por todas estas actividades, en 1796 el rey Carlos IV le hizo caballero de la Orden de Carlos III, dignidad con la que la monarquía española premiaba a los personajes más notables del reino.

## Muerte y legado
Andrés Almonaster y Rojas murió en Nueva Orleans en 1798, siendo enterrado por un privilegio concedido por Carlos IV en el interior de la catedral de San Luis, al pie del altar dedicado a Nuestra Señora del Rosario, bajo una lápida con su epitafio. En Nueva Orleans se conservan dos retratos suyos, uno en el Museo Estatal y otro en el Archivo Diocesano. Una avenida de la ciudad lleva su nombre y una salida de la autopista de Luisiana está rotulada como Almonaster. En su pueblo natal, Mairena del Alcor, se exhibe un cuadro con su retrato en el salón de plenos del Ayuntamiento y hay rotulada una calle con su nombre y con el de Nueva Orleans.